# جاي قاولد (رائد أعمال)
جاي قاولد (بالإنجليزية: Jay Gould)‏ هو رائد أعمال أمريكي، ولد في 1 أبريل 1979. وهو مؤسس شركة Yashi للإعلانات.